# Tour de Flandres feminino
A Tour de Flandres feminino (oficialmente Ronde van Vlaanderen voor vrouwen) é uma competição de ciclismo profissional feminina de ciclismo de estrada de um dia que se disputa anualmente na região de Flandres, na Bélgica. É a versão feminina da corrida do mesmo nome e celebra-se no mesmo dia que a sua homónima, primeiro domingo de abril.
A sua primeira edição correu-se em 2004 como prova pontuável para a Copa do Mundo feminina e desde o 2016 faz parte do UCI WorldTour Feminino criado nesse ano.

## Palmarés
| Ano  | Vencedor                    | Segundo              | Terceiro                    |
| ---- | --------------------------- | -------------------- | --------------------------- |
| 2004 | Zulfiya Zabirova            | Trixi Worrack        | Leontien van Moorsel        |
| 2005 | Mirjam Melchers             | Susanne Ljungskog    | Monia Baccaille             |
| 2006 | Mirjam Melchers             | Christiane Soeder    | Loes Gunnewijk              |
| 2007 | Nicole Cooke                | Zulfiya Zabirova     | Marianne Vos                |
| 2008 | Judith Arndt                | Kristin Armstrong    | Kirsten Wild                |
| 2009 | Ina-Yoko Teutenberg         | Kirsten Wild         | Emma Johansson              |
| 2010 | Grace Verbeke               | Marianne Vos         | Kirsten Wild                |
| 2011 | Annemiek van Vleuten        | Tatiana Antoshina    | Marianne Vos                |
| 2012 | Judith Arndt                | Kristin Armstrong    | Joëlle Numainville          |
| 2013 | Marianne Vos                | Ellen van Dijk       | Emma Johansson              |
| 2014 | Ellen van Dijk              | Lizzie Armitstead    | Emma Johansson              |
| 2015 | Elisa Longo Borghini        | Jolien D'Hoore       | Anna van der Breggen        |
| 2016 | Lizzie Armitstead           | Emma Johansson       | Chantal Blaak               |
| 2017 | Coryn Rivera                | Gracie Elvin         | Chantal Blaak               |
| 2018 | Anna van der Breggen        | Amy Pieters          | Annemiek van Vleuten        |
| 2019 | Marta Bastianelli           | Annemiek van Vleuten | Cecilie Uttrup Ludwig       |
| 2020 | Chantal van den Broek-Blaak | Amy Pieters          | Lotte Kopecky               |
| 2021 | Annemiek van Vleuten        | Lisa Brennauer       | Grace Brown                 |
| 2022 | Lotte Kopecky               | Annemiek van Vleuten | Chantal van den Broek-Blaak |
| 2023 | Lotte Kopecky               | Demi Vollering       | Elisa Longo Borghini        |
| 2024 | Elisa Longo Borghini        | Katarzyna Niewiadoma | Shirin van Anrooij          |
| 2025 |                             |                      |                             |

### Palmarés por países
Atualizado após edição de 2024
| País           | Vitórias |
| -------------- | -------- |
| Países Baixos  | 8        |
| Alemanha       | 3        |
| Bélgica        | 3        |
| Itália         | 3        |
| Reino Unido    | 2        |
| Rússia         | 1        |
| Estados Unidos | 1        |

### Mais vitórias
| Ciclista             | Vitórias | Anos        |
| -------------------- | -------- | ----------- |
| Mirjam Melchers      | 2        | 2005 e 2006 |
| Judith Arndt         | 2        | 2008 e 2012 |
| Annemiek van Vleuten | 2        | 2011 e 2021 |
| Lotte Kopecky        | 2        | 2022 e 2023 |
| Elisa Longo Borghini | 2        | 2015 e 2024 |